# Pfälzer Tabakein- und Verkaufsgenossenschaft
Die Pfälzer Tabakein- und Verkaufsgenossenschaft war die erste deutsche genossenschaftliche Vereinigung, die den Absatz deutscher Tabaksorten der Bauern ab dem Jahr 1897 verbessern wollte. Durch eine ungenügende Organisation des Anbaus und der Verarbeitung des Rohtabaks stellte die Genossenschaft schon acht Jahre später ihren Betrieb wieder ein.

## Erste Vereinigungen
In den letzten Jahrzehnten des 19. Jahrhunderts zeigten sich die Schwächen der deutschen Tabakbauern. Sie konnten es weder mit der Qualität der importierten Tabakwaren aus den Kolonien aufnehmen, noch gab es einen organisierten Absatz, der hinreichende Verkaufspreise sichern konnte. Die Industrie und die zahlreichen großen und kleinen Verkaufsvermittler drückten die Verkaufspreise immer mehr, so dass nur noch Verkaufspreise von 30 bis 35 Mark für 100 Kilogramm Tabak erzielt werden konnten.
Zu Beginn der 1890er Jahre führten diese Mängel im deutschen Tabakanbau zur Gründung von Verkaufsvereinigungen. Diese Vereinigungen sollten vor allem die Möglichkeiten des Verkaufs von Tabak bei den Bauern besser organisieren. Erfolge konnten dann auch verzeichnet werden, wenn es zu größeren Schwierigkeiten beim Absatz kam. Die Mängel dieser Absatzvereinigungen zeigten sich aber bald darin, dass es nicht ausreichte, den Absatz von Tabak zu verbessern. Die Vereinigungen führten zu keinen Verbesserungen in der Qualität der deutschen Tabaksorten. Somit konnten sich diese Verkaufsvereinigungen nicht behaupten und verschwanden wieder.

## Gründung der Pfälzer Tabakein- und Verkaufsgenossenschaft
In Baden und in der Pfalz waren es vor allem Julius Neßler und  Philipp Hoffmann, die sich um die Verbesserung der deutschen Tabaksorten bemühten. Neßler hatte schon auf der landwirtschaftlichen Versuchsstation in Karlsruhe Versuche angestellt, den Anbau des Tabaks zu verbessern. Das Ziel der Bemühungen sollte sein, die deutschen Tabaksorten an die Qualitäten der ausländischen Tabaksorten heranzuführen. Dabei ging es vor allem um die Verbesserung eines gleichmäßigen Geschmacks, eines guten Brandes und dünnere Rippen der Tabakblätter.
So kam es im Jahre 1897 zur Gründung der Pfälzer Tabakein- und Verkaufsgenossenschaft auf der Basis einer Raiffeisen-Genossenschaft. Innerhalb dieser Genossenschaft sollte der gemeinsame Absatz und der Anbau und die Verarbeitung des Tabaks gemeinsam verbessert werden. In Schifferstadt wurde ein Lagerhaus für die Genossenschaft erbaut. Diese neue Organisation zeigte auch anfangs hinreichende Erfolge, weil sich die Genossenschaft auch um die Veredlung des Rohtabaks bemühte. Doch auch dieses Konzept scheiterte, so dass die Genossenschaft im Jahre 1905 wieder ihre Tätigkeiten einstellte.
Diese Genossenschaft konnte sich nicht wegen der inneren und äußeren Bedingungen behaupten. Vor allem kontrollierte die Genossenschaft nicht hinreichend den Anbau des Tabaks, so dass sich große Leistungsunterschiede bei den Bauern einstellten. Aber auch die Zwischenhändler und Makler stemmten sich dagegen, nun mit einer Genossenschaft um die Verkaufspreise zu verhandeln. Früher konnten sie die Preise in der Verhandlung mit den einzelnen Bauern günstiger für sich aushandeln. Einzelne Tabakbauern nahmen sich das Recht, höhere Preise wegen der Mitgliedschaft in der Genossenschaft zu verlangen. Diese Gründe führten letztlich zum Ende der
Genossenschaft.

## Fortführung der Vereinigungen
Trotz des Endes der Genossenschaft hatten die Bauern die Einsicht gewonnen, dass sie den deutschen Tabakanbau ohne eine Vereinigung nicht wirtschaftlich fortführen könnten. Philipp Hoffmann konnte im Jahre 1905 die Gründung der ersten Tabakbauvereine in der Pfalz erreichen. Im Jahre 1909 kam es am 12. Dezember in Bellheim zur Gründung des Pfälzer Tabakbauverbandes, der sich fortan behaupten konnte.